# Thomas Sexton
Thomas Sexton (Invercargill, 19 de noviembre de 1998) es un deportista neozelandés que compite en ciclismo en las modalidades de pista y ruta. Ganó dos medallas de bronce en el Campeonato Mundial de Ciclismo en Pista, en los años 2019 y 2023.

## Medallero internacional
| Campeonato Mundial | Campeonato Mundial    | Campeonato Mundial | Campeonato Mundial      |
| Año                | Lugar                 | Medalla            | Competición             |
| ------------------ | --------------------- | ------------------ | ----------------------- |
| 2019               | Pruszków (Polonia)    | Medalla de bronce  | Scratch                 |
| 2023               | Glasgow (Reino Unido) | Medalla de bronce  | Persecución por equipos |

## Palmarés

### Ruta
2022
- 3.º en el Campeonato de Nueva Zelanda Contrarreloj
- 2.º en el Campeonato de Nueva Zelanda en Ruta
- 2.º en el Campeonato Oceánico Contrarreloj
- 3.º en el Campeonato Oceánico en Ruta
- 1 etapa del Tour de Rumania

2023
- Campeonato Oceánico Contrarreloj
- 3.º en el Campeonato Oceánico en Ruta

2025
- 3.º en el Campeonato de Nueva Zelanda Contrarreloj